# 江都金银细工制作技艺
江都金银细工制作技艺是中国金银细工制作技艺中的代表之一，2008年被国务院列入第二批国家级非物质文化遗产项目。

## 发展历史
东汉广陵王刘荆墓中出土大量制作精细的金银饰品，从中可见汉代江都金银制作工艺已相当华丽精巧。
唐代，扬州所产的金银器被列为贡品。扬州城建过程中出土许多唐代的金银首饰，其中以1983年出土的唐代首饰伎乐飞天金栉为最。金栉是将薄金片镂空、錾刻做成的，十分罕见。
清代先后有百余家银楼在扬州境内出现，各银楼作坊的银器制作各具特点。据《扬州金融志》载，清末扬州“金银首饰岁销银币60余万”。
民国期间，扬州城区及江都仙女镇、大桥镇一带的银楼总数依然达到百余家。
中华人民共和国成立后，国家对金银实行统购统配，1953年扬州城区银楼仅剩10家，1964年全部关闭。1972年，在国家轻工业部部署恢复发展出口首饰生产后，仙女镇筹建了江都金属工艺厂。但由于完全依靠纯手工制作，无法机械化生产，江都金属工艺厂最终于2002年歇业。据江都金银工艺传人方学斌2014年所说，如今扬州市专门从事这项工艺的人数已经不到10人，正面临后继乏人的困境。

## 工艺特点
江都金银细工制作技艺既不像中原地区的作品那样简约粗犷，也不像闽粤地区的作品那样细腻繁复。它兼具南方和北方的地域特点，刚柔并济，作品造型典雅、清秀，工艺精湛、细腻。独特工艺有錾花和砑光工艺。錾花工艺很难依靠机器完成，必须靠人力，使用小榔头、小錾刀等工具，轻重协调才能完成。砑光工艺则继承了扬州自汉唐以来的铜镜制作工艺。

## 著名作品
江都金银细工的传统作品主要有首饰、配饰、器皿和摆饰四类。著名作品有：
- 汉代广陵王金玺[2]；

- 唐代伎乐飞天金栉[4]；

- 宋代七宝鎏金阿育王塔[9]；

- 清代凤把银酒壶[10]；

- 清代银笔洗[10]；

- 当代仿汉金银摆件姊妹作品地动仪、浑天仪。